# Objem
Objem je fyzikální veličina, která vyjadřuje velikost prostoru, kterou zabírá těleso. Z matematického hlediska představuje objem míru charakterizující danou vymezenou část prostoru. Z Fyzikálně-chemického hlediska je objem odvozená jednotka. Objem látek je závislý na tlaku, teplotě a látkovém množství (viz stavová rovnice).
Symbol veličiny: V (angl. volume)
Jednotka SI: metr krychlový, značka jednotky: m³, lidově zvaný kubík.

## Rovnice pro výpočet objemu
| Rovnice objemu:    | Rovnice objemu:                            | Rovnice objemu:                                 |
| Těleso             | Rovnice                                    | Proměnné                                        |
| ------------------ | ------------------------------------------ | ----------------------------------------------- |
| krychle:           | {\displaystyle a^{3}=a\cdot a\cdot a}      | (kde a je délka strany)                         |
| kvádr:             | {\displaystyle a\cdot b\cdot c}            | (kde a,b,c jsou délky stran)                    |
| pravidelný hranol: | {\displaystyle S_{p}v}                     | (Sp = obsah podstavy, v = výška)                |
| pravidelný jehlan: | {\displaystyle {\frac {1}{3}}S_{p}v}       | (Sp = obsah podstavy, v = výška)                |
| válec:             | {\displaystyle \pi r^{2}v\,}               | (r = poloměr podstavy, v = výška válce)         |
| koule:             | {\displaystyle {\frac {4}{3}}\pi r^{3}}    | (r = poloměr)                                   |
| kulová výseč:      | {\displaystyle {\frac {2}{3}}\pi r^{2}v}   | (r = poloměr, v = výška příslušné kulové úseče) |
| elipsoid:          | {\displaystyle {\frac {4}{3}}\pi abc}      | (a, b, c = poloosy elipsoidu)                   |
| jehlan:            | {\displaystyle {\frac {1}{3}}S_{p}v}       | (Sp = obsah podstavy, v = výška po vrchol)      |
| kužel :            | {\displaystyle {\frac {1}{3}}\pi r^{2}v\,} | (r = poloměr kružnice podstavy, v = výška)      |

## Jednotky objemu

### Odvozené z SI
- metr krychlový [m³]
- decimetr krychlový [dm³]
- centimetr krychlový [cm³]
- milimetr krychlový [mm³]

#### z evropské praxe
- hektolitr [hl]
- litr [l] (1 l = 1 dm³)
- decilitr [dl]
- centilitr [cl]
- mililitr [ml] (1 ml = 1 cm³)

#### Převody objemových jednotek podle SI
1 m3 = 1 000 dm3 = 1 000 000 cm3 = 1 000 000 000 mm3
0,01 hl = 1 l = 10 dl = 100 cl = 1 000 ml

### Jednotky mimo soustavu SI
- Britské (UK, imperiální)
  - bušl (8 × UK gallon ≈ 36,3687 dm³)
  - gallon (4,54609 dm³)
  - fluid ounce (UK gallon / 160)
  - pinta

- Americké (US)
  - barel
  - bušl (8 × „suchý“ US gallon ≈ 35,2391 dm³)
  - „suchý“ gallon (4,40488377086 dm³)
  - „tekutý“ gallon (3,785411784 dm³)
  - fluid ounce („tekutý“ US gallon / 128)
  - liquid pint

- Historické
  - aam
  - acre-pulgada
  - prostice
  - pipe

## Příklady objemů
Pro porovnání řádové velikosti je zde uveden seznam některých zajímavých objemů:
- 10 litrů je rovno
  - 0,01 m³
  - 100 dl
  - 0,353 krychlové stopy
  - 610,237 krychlových palců
  - objemu krychle o délce hrany 21,54 cm
  - objemu vody o hmotnosti 10 kg
- 28,316846592 l – 1 krychlová stopa
- 55 l – objem palivové nádrže u vozu Škoda Octavia
- 100 l = 0,1 m³
- 1–8,2 l – typický rozsah objemu motoru automobilů.
- 1,4 l – typický objem lidské mozkovny
- 3,78541 l – 1 US galon
- 4 l – množství paliva spotřebovaného každou sekundu v letadle Boeing 747.
- 4,54609 l – 1 imperiální galon
- 4,7 l – obvyklý celkový objem krve v lidském organismu
- 5–7 l – typické množství krve, které lidské srdce přepumpuje každou minutu
- 5,5 l – průměrné množství nafty spotřebované na 100 km při jízdě ve Škodě Octavia s motorem 2.0 TDI-PD/103 kW
- 6 l – typický objem mužských plic
- 10 l = 0,01 m³
- 1 litr je roven
  - 0,001 m³
  - 1000 cm³
  - 10 dl
  - 100 cl
  - 1000 ml
  - objemu krychle o délce hrany 10 cm
  - objemu vody o hmotnosti 1 kg
  - 61,0237 krychlového palce
- 300 ml = 3 dl – „třetinka“, „malé pivo“
- 400 ml – typický objem lidského močového měchýře
- 473 ml – 1 US pinta
- 500 ml = 0,5 l – Půllitr, „velké pivo“
- 568 ml – 1 imperiální pinta
- 750 ml – nejběžnější objem láhve vína
- 946 ml – 1 US quart
- 1000 ml = 1 litr
- 100 ml je rovno
  - 100 cm³
  - 1 dl
  - 1/10 l
  - 10 cl
  - 100 ml
  - objemu krychle o délce hrany 46 mm
  - 6,1 krychlového palce
- 10 ml je rovno
  - 10−5 m³
  - 1 cl
  - 10 cm³
  - 0,1 dl
  - 0,01 l
  - objemu krychle o délce hrany 21,5 mm
  - objemu koule o poloměru 13,3 mm
- 16,387064 ml = 1 krychlový palec
- 20 ml – „malý panák“
- 40 ml – „panák“
- 50 ml = 0,5 dl – „velký panák“
- 100 ml = 1 dl

## Odměrná měřidla a nástroje
- odměrný válec
- pipeta
- byreta
- vodoměr